# Dionysios Solomos
Dionysios Solomos, řecky Διονύσιος Σολωμός (8. dubna 1798 Zakynthos – 9. února 1857 Kerkyra) byl řecký básník ze Zakynthosu, který je považován za řeckého národního básníka. Nejvíce se proslavil napsáním Hymnu na svobodu (řecky: Ὕμνος εἰς τὴν Ἐλευθερίαν, Ymnos is tin eleftherian), kterou zhudebnil Nikolaos Mantzaros a stala se řeckou a kyperskou národní hymnou v letech 1865 a 1966. Byl ústřední postavou heptánské školy poezie. Je považován za národního básníka Řecka nejen proto, že napsal národní hymnu, ale také proto, že přispěl k zachování starší básnické tradice a zdůraznil její užitečnost pro moderní literaturu.
Charakteristickým rysem jeho děl je, že žádná báseň kromě Hymnu na svobodu nebyla dokončena a během jeho života nebylo publikováno téměř nic.

## Život
Narodil se na ostrově Zakynthos, které patří k jónským ostrovům, jediné oblasti dnešního Řecka, kterou nikdy neobsadili Osmané. Díky tomu sem snadněji pronikaly evropské vlivy (zejména ideje Francouzské revoluce) a oblast se tak stala kolébkou moderní řecké literatury a národního uvědomění.

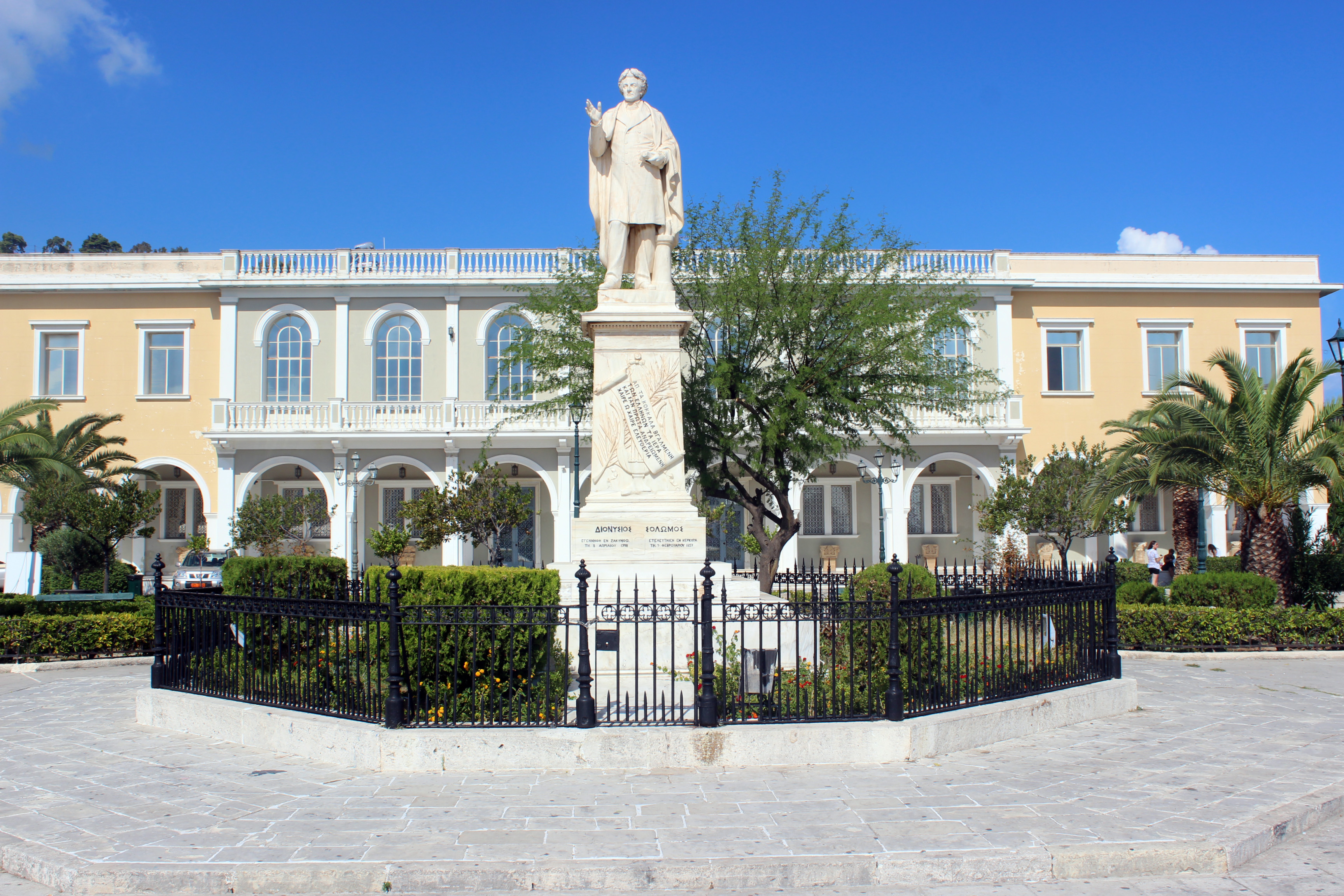
Socha Solomose na náměstí Solomos, Zakynthos

Byl nemanželským dítětem bohatého hraběte Nikolaose Solomose a jeho hospodyně Angeliki Nikli. Nikolaos Solomos byl krétského původu; jeho rodina byli krétští uprchlíci, kteří se usadili na Zakynthosu v roce 1670 po dobytí Kréty Osmanskou říší v roce 1669. Angelika zprostředkovala malému Dionysiovi tradici řeckého folklóru, na níž později vystavěl svou poezii. Nebyl to však jediný inspirační zdroj, silně ho formovala též vlna byronovského romantismu (zejména v dílech Lambros z roku 1834 a Kritikos, v překladu Kréťan, rovněž z roku 1834).
Zvláštností je, že všechna jeho básnická díla byla nedokončena, patrně úmyslně. Týká se to i jeho velmi ceněné básně Svobodní obléhaní (Eleftheri poliorkumeni)

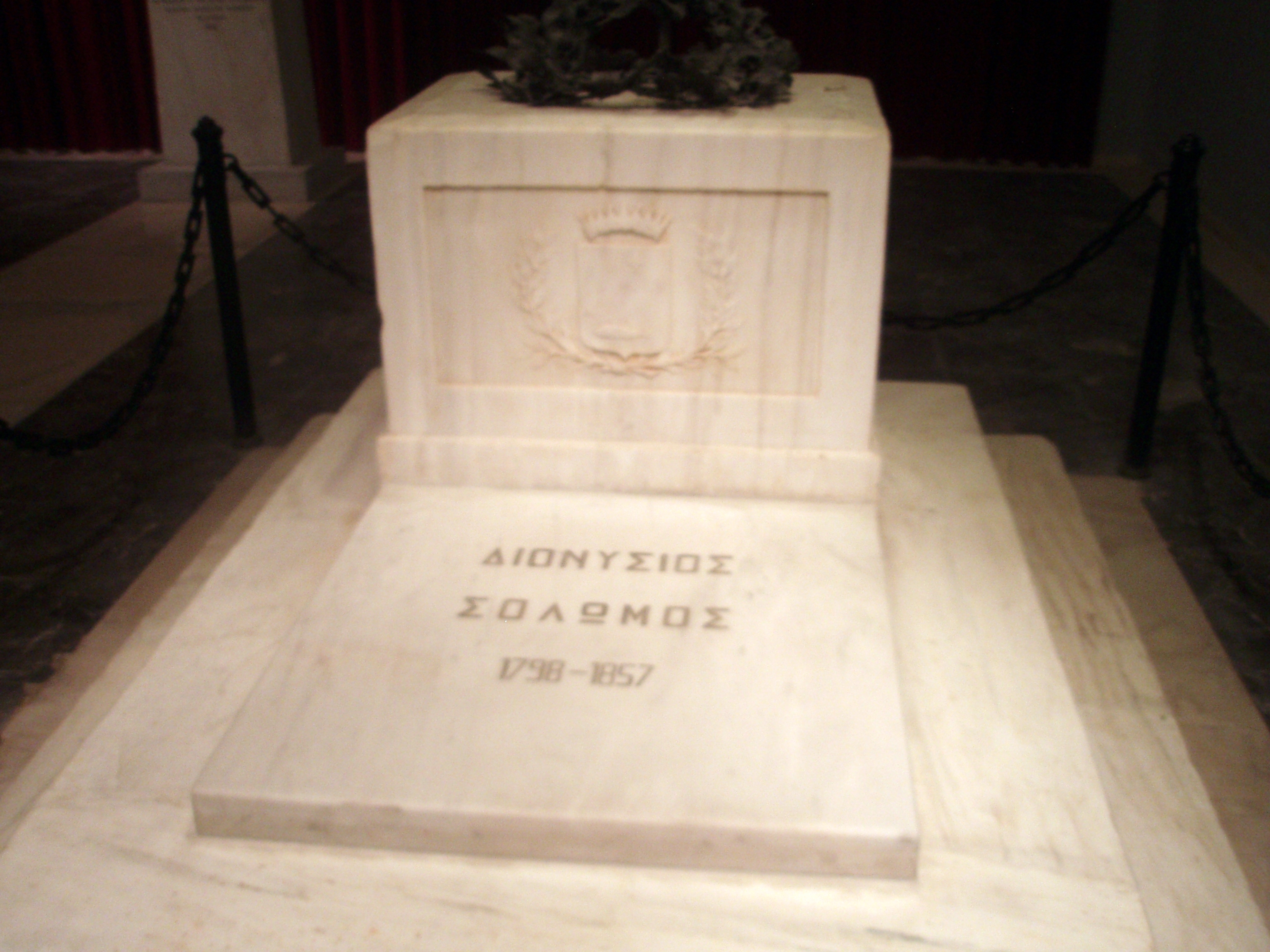
Hrobka Dionysia Solomose

Jeho zřejmě nejznámějším dílem je však Imnos is tin eleftherian (Hymnus na svobodu) z roku 1824. Jeho první dvě sloky jsou od roku 1865 textem řecké státní hymny (hudba je Mantzarova).
Psal též satiricky orientovanou prózu (zejm. román Gyneka tis Zakynthos, v překladu Žena ze Zakynthu z roku 1844).
V roce 1851 se objevily vážné zdravotní problémy a Solomosova postava se stala ještě temperamentnější. Odcizil se přátelům a po třetí mrtvici neopustil svůj dům. Solomos zemřel v únoru 1857 na mrtvici na ostrově Korfu, odkud byly jeho ostatky převezeny do rodného města Zakynthos, kde je pochován v muzeu Dionýsia Solomose. 